# Alter Bridge
Az Alter Bridge egy amerikai hard rock, heavy metal együttes, amit Orlandoban alapított 2004-ben a működését éppen szüneteltető Creed zenész-szekciója és Myles Kennedy énekes/gitáros. A zenekar nevét Mark Tremonti gitáros szülővárosából, Detroitból kölcsönözte: a gitáros lakóháza közelében állt egy kis híd az Alter Road-on, mely mindig egyfajta határt, az azon túl elterülő térség pedig az ismeretlent jelképezte.

## Történet
A zenekar 2004-ben a Creed romjain alakult: a korábban is együtt zenélő Mark Tremonti (gitár), Brian Marshall (basszusgitár) és Scot Phillips (dobok) zeneileg is továbblépve korábbi zenekarukon egy markáns, friss orgánumot kerestek a jövőbeni közös zenéléshez és azt a két hanglemezt kiadó 'The Mayfield Four' énekesében, Myles Kennedy-ben találták meg. A zenekar azonnal hozzálátott azoknak a daloknak a kidolgozásához és rögzítéséhez, melyek nagy részét maga a gitáros, Mark Tremonti írta. Az eredetileg Tremonti által egy kézi felvevővel rögzített első számokból már 2004 augusztusában megjelent első albumuk One Day Remains címmel.
Az együttes mind az Egyesült Államokban, mind Európában megturnéztatta bemutatkozó anyagát, sőt komoly sikernek könyvelték el, hogy a kanadai pankráció-sztár, a WWE (World Wrestling Entertainment) tizenegyszeres világbajnoka, Edge (szül. Adam Joseph Copeland) a lemezről a Metalingus című számot választotta bevonulási zenéjének.
Az együttes igazi összeérési folyamatát a második lemez felvételei jelentették. Már nem Tremonti dominálta a számok megszületését, hanem egyenrangú félként Kennedy is bekapcsolódott a dalszerzésbe, sőt az élő fellépések után a stúdióban is második gitárosként nyomta rá bélyegét a készülő albumra. Végül 2007-ben már új kiadónál jelent meg a Blackbird című nagylemez. A lemez nemcsak szakmai körökben aratott komoly sikereket, az első kislemez-dalok (Rise Today, Watch Over You) az amerikai kislemez-listákon is szépen szerepeltek. Sőt a lemez címadó dalában (Blackbird) hallható, Tremonti és Kennedy által közösen játszott gitárszólót az 1984 óta havi rendszerességgel megjelenő brit 'Guitarist' magazin olvasói minden idők legjobb  gitárszólójának szavazták meg.
A zenekar újabb sikeres turnéját filmen is megörökítették, a 2008-as körút amszterdami állomásán a Heineken Music Hall színpadán rögzítették első koncertfilmjüket. A kiadás körül azonban kisebb problémák adódtak. A felvétel egy-lemezes változata már 2009-ben megjelent Európában és a Creed újjáalakulása után egyes fellépések alkalmával az USA-ban is elérhető volt a rajongóknak. Azonban a tervbe vett, teljes koncertet, valamint egyéb háttéranyagokat és egy 16 oldalas színes füzetet tartalmazó "deluxe" kiadás, melyhez a koncert jelentős részét tartalmazó audio-CD is társult, csak 2011 januárjában adták ki a legnagyobb piacnak számító Egyesült Államokban.
Noha 2009-ben napvilágot láttak az első hírek a Creed újjáalakulásáról és egy új nagylemez kiadásáról is, az Alter Bridge sem állt le. Míg a Creed-turné tartott, Myles Kennedy részt vett Slash szóló-lemezének felvételein, sőt a 2010-2011-es turnéján is elkísérte a legendás gitárost. Emellett pedig szóba került, mint az újjáalakulás előtt álló Led Zeppelin énekese is. Noha ezek a hírek végül nem bizonyultak igaznak, Kennedy elmondta, hogy több számot is írt Jimmy Page és John Paul Jones társaságában.
A számos kitérőt követően a zenekar tagjai 2010 során ismét egymásra találtak és új kiadóhoz igazolva, a RoadrunnerRecords kiadásában jelentették meg 2010 októberében harmadik sorlemezüket AB III címmel. Az új lemezt komoly világkörüli turnén mutatták be, mely során a nagy európai fesztiválokon is látható volt az együttes (pl. Rock am Ring, Download Festival, Nova Rock, stb.). Egy észak-amerikai kitérő után ősszel egy stadion-turné keretében ismét visszatértek Európába, ahonnan a turné folytatásaként Dél-Amerikába és Ausztráliába indultak.
Az együttes tagjai a sikert kihasználva saját projektjeikre is igyekeztek energiákat fordítani, így a turnézás közepette Myles Kennedy énekes részt vett Slash új szólólemezének munkálataiban, míg Mark Tremonti szólógitáros saját lemezt rakott össze, melyen maga is énekel.
A sikeres koncertturné közepette jelentette meg az Alter Bridge legutolsó stúdióalbumának extra számokkal felturbózott változatát AB III.5 címmel. Az audio-korong mellé a rajongók egy, a színfalak és a siker mögé betekintő dokumentumfilmet is kaptak DVD-n (One By One). A turnéról készült több felvétel is, ezek közül a zenekar a Wembley Arena színpadán rögzített fellépést adta ki CD és DVD formátumban (Live At Wembley). A tervek szerint a koncertfilmből 3D változat is készül majd a rajongók számára.

## Zenei stílus
Stílusuk alapvetően követi a Creed hagyományait, ugyanakkor számos esetben blues-osabb hatásokat, vagy még keményebb dallamokat, a heavy metal hagyományaiból levezetett stílusjegyeket figyelhetünk meg. Ebből fakadóan különböző elnevezésekkel és stílusbesorolásokkal találkozhatunk: a hard rock-tól kezdve az alternatív metal jelzőn át egészen a progresszív metal besorolásig terjednek a kritikák.
Saját bevallásuk szerint a zenészek komoly hagyományokra támaszkodnak. Főbb befolyásolókként említik a Led Zeppelin, Stevie Ray Vaughan, a Metallica, továbbá Jeff Buckley, a Radiohead, vagy a U2, illetve a Pink Floyd, vagy a Soundgarden zenéjét.

## Diszkográfia

### Albumok
- One Day Remains (2004)
- Blackbird (2007)
- AB III (2010)
- Fortress (2013)
- The Last Hero (2016)
- Walk the Sky (2019)
- Pawns & Kings (2022)

### Koncertlemez
- Live from Amsterdam (2009/2011)
- Live At Wembley (2012)

### Kislemezek
- Open Your Eyes (2004)
- Find The Real (2005)
- Broken Wings (2005)
- Rise Today (2007)
- Ties That Bind (2008)
- Watch Over You (2008)
- Before Tomorrow Comes (2008)
- Isolation (2010)
- I Know It Hurts (2011)
- Ghost of Days Gone By (2011)
- Wonderful Life (2011)
- Life Must Go On (2011)
- Addicted to Pain (2013)
- Cry of Achilles (2014)
- Waters Rising (2014)
- Show Me a Leader (2016)
- My Champion (2016)
- Poison in Your Veins (2017)
- Wouldn't You Rather (2019)
- Pay No Mind (2019)
- Take the Crown (2019)
- In the Deep (2019)
- Dying Light (2019)

## Külső hivatkozások
- A zenekar hivatalos honlapja
- Alter Bridge a Twitteren
- A zenekar a Facebookon
- Alter Bridge a Myspace-en
- Alter Bridge: Blackbird - lemezkritika
- Alter Bridge: AB III - - lemezkritika